# Bunker Harnekop

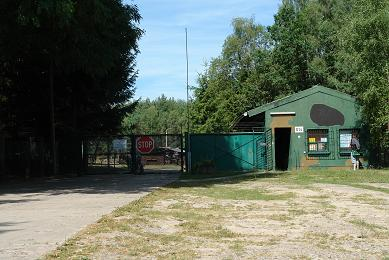
Wache und Eingangstor zur P-Zone

Der Bunker Harnekop ist eine Bunkeranlage bei Harnekop in der Gemeinde Prötzel in Brandenburg. Der Bunker – auch als SBW 16/102 (SBW: Schutzbauwerk) und im Nachrichtensystem der NVA aus Tarnungsgründen als HNZ-8 (Hilfsnachrichtenzentrale 8) bezeichnet – wurde in den 1970er Jahren als Hauptführungsstelle des Ministeriums für Nationale Verteidigung (MfNV) der DDR gebaut. Das Gesamtareal des Geländes war in Zonen unterteilt, die P-Zone entsprach dem Bunkergelände.

## Aufbau
Es handelt sich um ein dreigeschossiges Schutzbauwerk der Schutzklasse A von ca. 63 × 40 m. Mit über 7500 m² Fläche gehört er zu den größten Bunkern auf dem Gebiet der ehemaligen DDR. Schutzbauwerke dieser Art waren so konstruiert, dass selbst bei Kern- und Chemiewaffeneinsatz mehrere hundert Menschen für ca. drei bis vier Wochen Schutz in ihnen hätten finden können. Die technische Ausstattung hierzu umfasste eine Energieversorgungsanlage, die bei Ausfall des Landesnetzes mit Hilfe von vier Schiffsdieselaggregaten (je ca. 570 PS) die Stromversorgung garantierte, spezielle Lüftungs- und Filtersysteme zur Frischluftversorgung (auch bei kontaminierter Außenluft) inklusive Großklimaanlage, ein Schleusensystem zur Aufnahme, Entgiftung und Entaktivierung kontaminierter Personen und Gegenstände, eine interne Wasserver- und -entsorgungsanlage mit Tiefbrunnen, Lebensmittellager, Küche, Sanitär- und Schlafräume sowie Einrichtungen zur medizinischen Versorgung.

## Damalige Nutzung

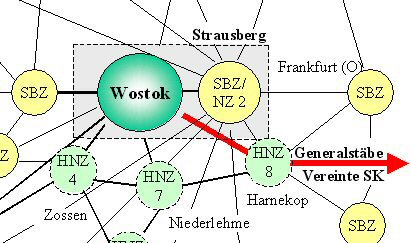
Einbindung der HNZ 8 in das Führungssystem

Die unterirdische Führungsstelle in Harnekop war die für einen möglichen Krieg vorbereitete Hauptführungsstelle des Ministeriums für Nationale Verteidigung der DDR. Sie wurde von einer Wartungseinheit in ständiger Bereitschaft zur Belegung gehalten. Bis zur Herstellung der Arbeitsbereitschaft im Falle der Auslösung einer höheren Stufe der Gefechtsbereitschaft, z. B. „Gefechtsbereitschaft bei Kriegsgefahr“, war die Überführung der NVA und des Landes in den Kriegszustand sichergestellt durch das Operative Führungszentrum des Ministeriums für Nationale Verteidigung in Strausberg. Nachrichtenpersonal wurde bis zur vollen Auffüllung des Personalbestandes der Wartungseinheit von der Hauptnachrichtenzentrale des Ministeriums für Nationale Verteidigung zugeführt.
Die im strategischen Troposphärenfunksystem BARS der Staaten des Warschauer Pakts nur wenige Kilometer von der Hauptführungsstelle Harnekop entfernt errichtete Troposphärenfunkstation 301 in Wollenberg diente als Stütznachrichtenzentrale. Über sie war Harnekop auch mit den anderen Troposphärenfunkstationen 302 in der Gemeinde Lindholz und 303 bei Königsbrück verbunden. Die Funkverbindungen aus der Hauptführungsstelle Harnekop wurden sichergestellt über die abgesetzte Funksendezentrale Kunersdorf. Diese wiederum arbeitete eng mit der Funksendezentrale der Hauptnachrichtenzentrale im Bunker Kagel zusammen. Alle von der Hauptnachrichtenzentrale des Ministeriums für Nationale Verteidigung betriebenen Auslandsverbindungen zu den Generalstäben der anderen Warschauer Vertragsstaaten waren über die Hauptführungsstelle Harnekop geschaltet. Im Falle ihrer Belegung konnten diese Verbindungen in der Hauptführungsstelle genutzt werden. Neben den drahtgebundenen Fernmeldelinien war die Aufnahme von Verbindungen in das Schmalbandrichtfunknetz und das mobile Richtfunksystem der NVA sowie von Satellitenverbindungen vorbereitet.

## Heutige Nutzung
Der Bunker ist als militärhistorisches Denkmal geschützt und kann besichtigt werden.